# Marshland St James
Marshland St James – wieś w Anglii, w hrabstwie Norfolk, w dystrykcie King’s Lynn and West Norfolk. Leży 72 km na zachód od Norwich i 131 km na północ od Londynu.
Miejscowość liczy 1137 mieszkańców.